# Ilz (Áustria)
Ilz é um município da Áustria, situado no distrito de Hartberg-Fürstenfeld, no estado da Estíria. Tem 39,3 km² de área e sua população em 2019 foi estimada em 3.762 habitantes.